# Hagsatera brachycolumna
Hagsatera brachycolumna är en orkidéart som först beskrevs av Louis Otho Otto Williams, och fick sitt nu gällande namn av Roberto González Tamayo. Hagsatera brachycolumna ingår i släktet Hagsatera och familjen orkidéer. Inga underarter finns listade i Catalogue of Life.

## Bildgalleri

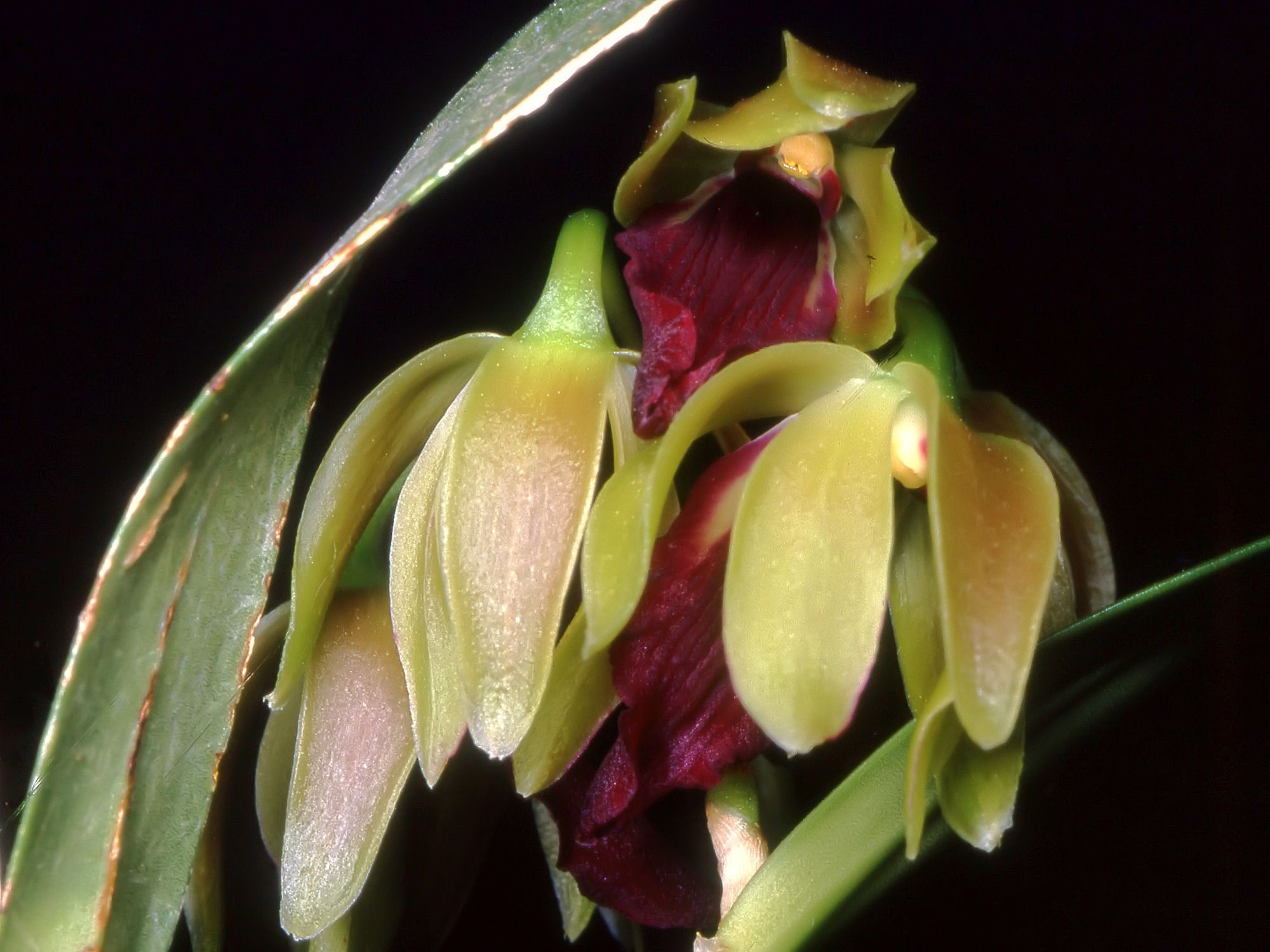
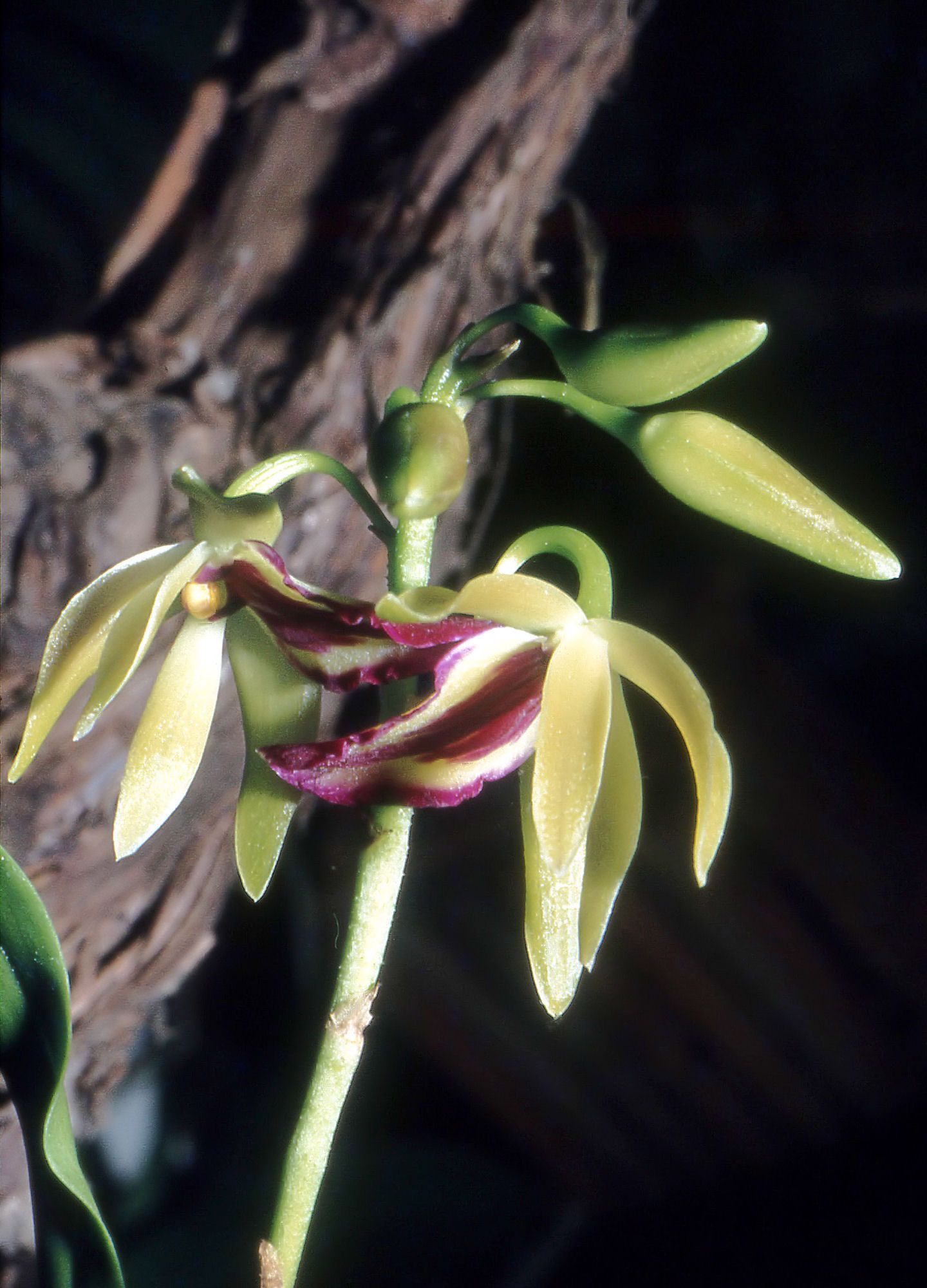
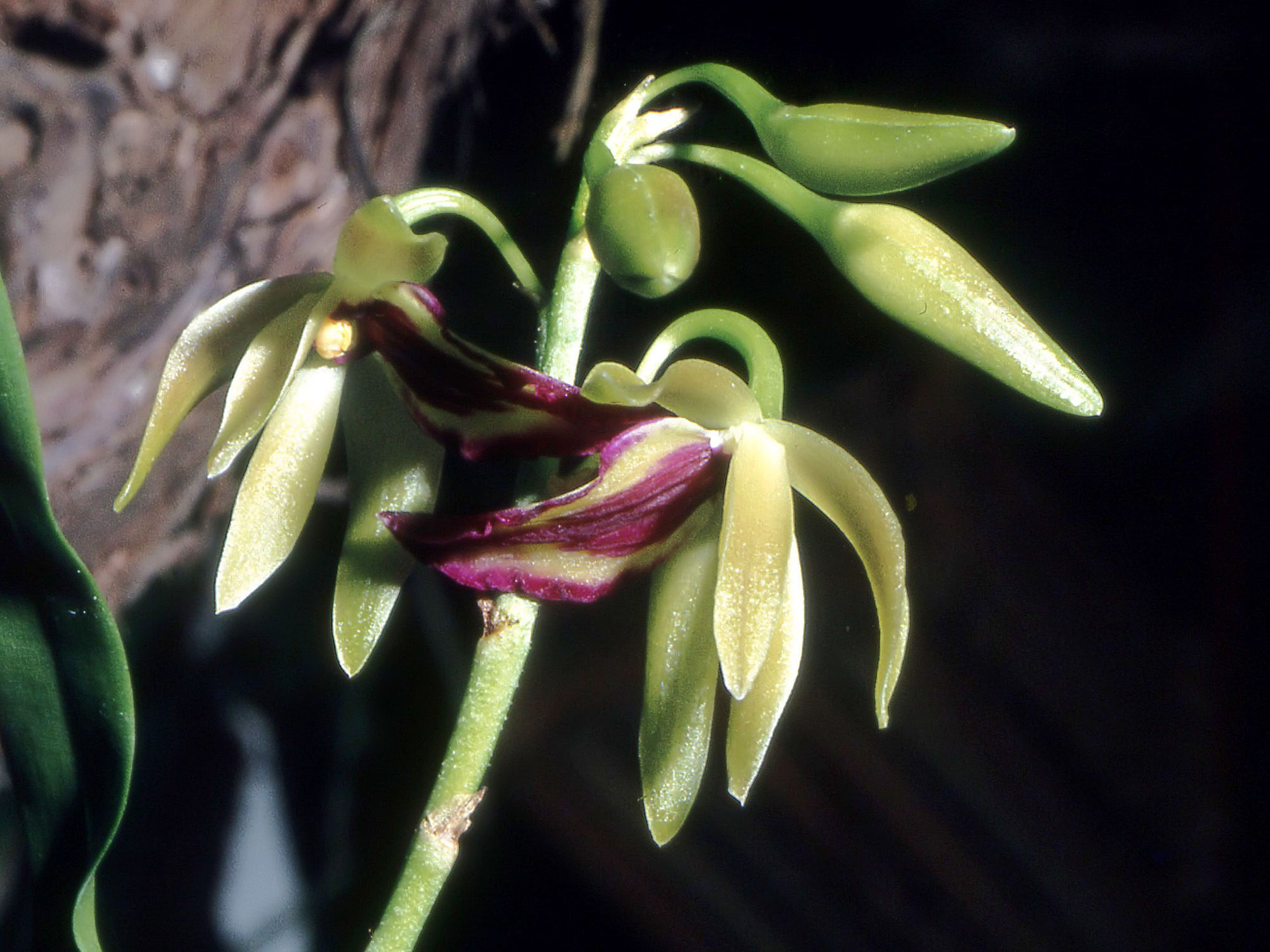